# Osturňa
Osturňa es un municipio del distrito de Kežmarok en la región de Prešov, Eslovaquia, con una población estimada a final del año 2024 de 277 habitantes.
Se encuentra ubicado al noroeste de la región, cerca del río Poprad (cuenca hidrográfica del río Vístula) y de la frontera con Polonia.

## Demografía
| Año        | 1994 | 2004     | 2014     | 2024     |
| ---------- | ---- | -------- | -------- | -------- |
| Población  | 464  | 398      | 310      | 277      |
| Diferencia |      | −14,22 % | −22,11 % | −10,64 % |

| Año        | 2023 | 2024    |
| ---------- | ---- | ------- |
| Población  | 280  | 277     |
| Diferencia |      | −1,07 % |